# Lorenzo Ria
Lorenzo Emilio Ria (Taviano, 17 maggio 1954) è un politico italiano.

## Biografia
È stato sindaco di Taviano dal 1980 al 1997 e presidente della provincia di Lecce dal 1995 al 2004.
Nel 2004 in seguito ad elezioni suppletive subentra a Massimo D'Alema come deputato della XIV legislatura della Repubblica Italiana.
Candidato senatore alle elezioni politiche del 2006 nella circoscrizione Puglia per La Margherita, nel 2007 subentra a Gianni Vernetti nella XV legislatura della Repubblica Italiana.
Alle elezioni politiche del 2008 viene eletto deputato della XVI legislatura della Repubblica Italiana nella circoscrizione Puglia per il Partito Democratico, passando nel 2009 al Gruppo misto e poi all'Unione di Centro e, nel 2012, di nuovo al Gruppo misto.
Dal 2012 è consigliere comunale di minoranza del comune di Racale. Dal 2017 è consigliere comunale di maggioranza a Lecce con il Partito Democratico.
È sposato con Maria Addolorata Fiore, ex-sindaca di Corigliano d'Otranto.